# 구사조시

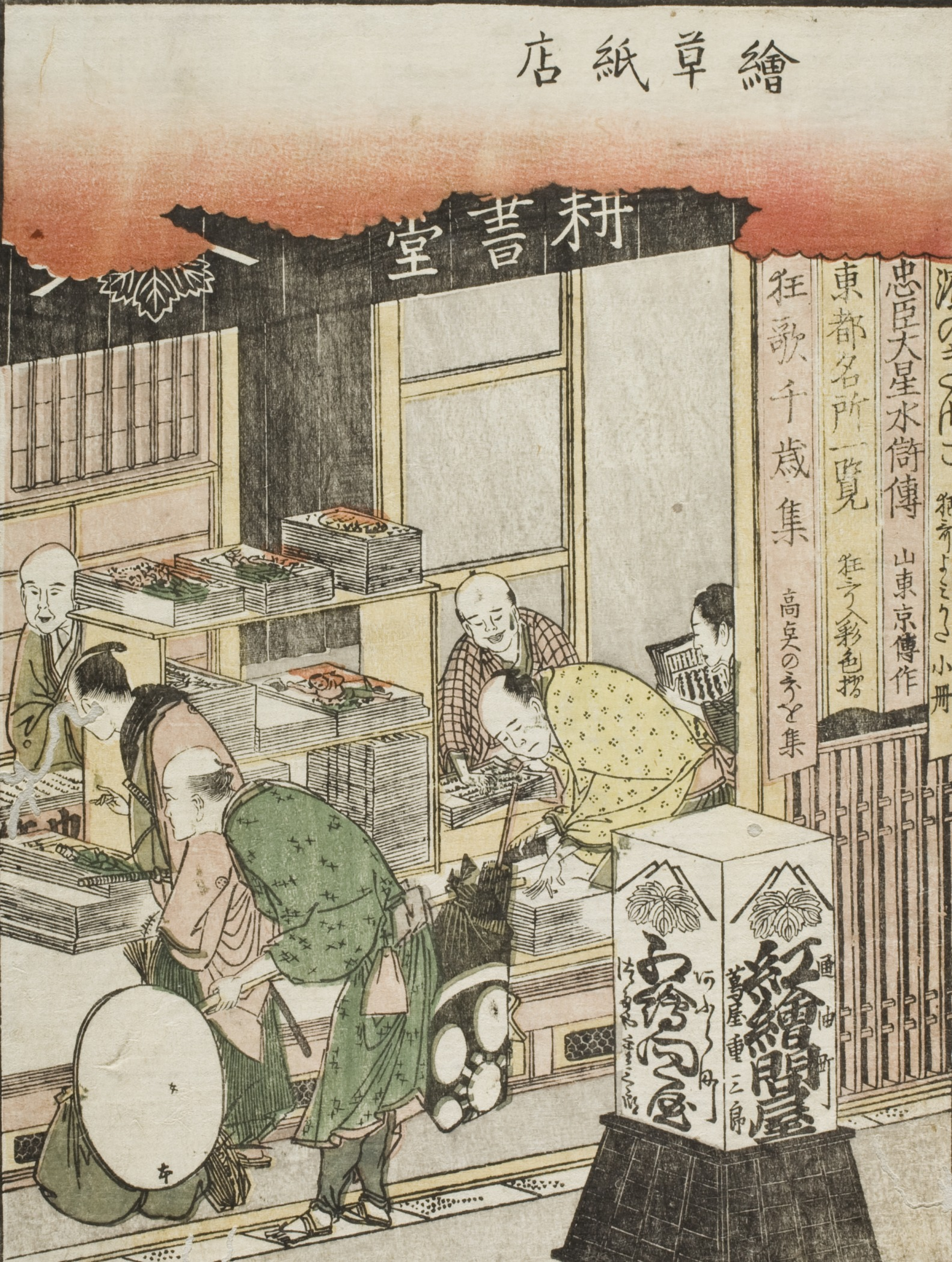

구사조시(일본어: 草双紙)는 에도 시대의 그림이 들어 있는 대중적인 일본 소설을 통칭하는 일본어이다. 단순히 그림책이라는 견해도 있었으나, 점차 성인을 위한 요소도 등장하게 되었다.